# Greenhills (Ohio)
Greenhills es una villa ubicada en el condado de Hamilton en el estado estadounidense de Ohio. En el Censo de 2010 tenía una población de 3615 habitantes y una densidad poblacional de 1.120,19 personas por km².

## Geografía
Greenhills se encuentra ubicada en las coordenadas 39°16′1″N 84°31′9″O / 39.26694, -84.51917. Según la Oficina del Censo de los Estados Unidos, Greenhills tiene una superficie total de 3.23 km², de la cual 3.23 km² corresponden a tierra firme y (0%) 0 km² es agua.

## Demografía
Según el censo de 2010, había 3615 personas residiendo en Greenhills. La densidad de población era de 1.120,19 hab./km². De los 3615 habitantes, Greenhills estaba compuesto por el 88.02% blancos, el 6.67% eran afroamericanos, el 0.08% eran amerindios, el 0.83% eran asiáticos, el 0.11% eran isleños del Pacífico, el 0.72% eran de otras razas y el 3.57% pertenecían a dos o más razas. Del total de la población el 2.38% eran hispanos o latinos de cualquier raza.